# Abd Allah bin Muhammad bin Sa'ud Al Sa'ud
Abd Allāh bin Muḥammad bin Saʿūd Āl Saʿūd (in arabo عبد الله بن محمد آل سعود‎?; Dirʿiyya, 1725 – 1812) è stato un principe saudita, membro della famiglia reale Āl Saʿūd.

## Biografia
Abd Allah bin Muhammad bin Sa'ud nacque a Dirʿiyya nel 1725 ed era figlio di Muhammad ibn Sa'ud, il fondatore del Primo Stato Saudita. La guida della famiglia passò poi al suo fratello maggiore, ad un nipote e infine a due pronipoti, prima di essere recuperata dai discendenti di Abd Allah. Egli giocò un ruolo di primo piano nelle campagne militari del padre e del fratello, in particolare nel soggiogare le province di Sudair, Washm e Al-Kharj. È però noto tuttavia per l'essere stato il padre di Turki, il fondatore del Secondo Stato Saudita al quale tutti i leader successivi della famiglia fanno risalire la loro ascendenza. Morì nel 1812.